# De Dion-Bouton V8
Si trattava di una classe di autovetture di lusso prodotte dal 1910 al 1921 dalla Casa automobilistica francese De Dion-Bouton.

## Storia e profilo
Già prima del 1910, la Casa di Puteaux realizzò e mise a punto quello che viene universalmente considerato come il primo motore V8 della storia.

Con l'arrivo del 1910, fu introdotta la 35 CV Type CJ, prima vettura al mondo a montare un V8, che in questo caso era di 6.1 litri. Il cambio era a tre marce.

Nel corso dell'anno furono poi introdotte altri modelli equipaggiati da un V8: prima di tutto la Type DM, che montava un V8 da 4 litri e, alla fine dell'anno, la Type DN, una delle più note De Dion-Bouton di lusso, vettura che si pose al vertice della gamma De Dion-Bouton, grazie al suo grosso V8 da 7810 cm³ in grado di erogare una potenza massima di 74 CV a 1400 giri/min.

Tale motore aveva la distribuzione a valvole laterali, frizione meccanica a dischi multipli in bagno d'olio e cambio a 4 marce.
L'impianto frenante si avvaleva di tamburi agenti solo sul retrotreno. La velocità massima era di 85 km/h.

Il motore utilizzato sulla Type DN venne preso a modello dalla Cadillac per costruire il suo primo V8.

Nel 1913, la Type DM da 4 litri fu sostituita da due modelli, la Type EC e la Type ED.

Poi, con lo scoppio della prima guerra mondiale, l'intera produzione della Casa francese fu interrotta, per riprendere nel 1919, anno in cui, come modelli di punta furono introdotte le Type IB, IF e IH, prodotte fino al 1921.